# Жоан Айрас
Жоа́н А́йрас или Жоа́н А́йрас из Сантья́го или также Жоа́н А́йрас де Сантья́го (гал.-порт. Johan Airas, порт. João Airas de Santiago) —  галисийский трубадур второй половины XIII века. Предлог «де» в данном случае указывает не на знатное происхождение, а на социальный статус — уроженец города Сантьяго-де-Компостела. Один из наиболее плодотворных средневековых поэтов Галисии, о чём свидетельствуют сохранившиеся 82 кантиги автора на галисийско-португальском языке, относящиеся к трубадурской школе Пиренейского полуострова.

## Имя
Как в зарубежных, так и в отечественных источниках может встречаться два варианта написания имени трубадура: Жоан Айрас или Жоан Айрес де Сантьяго. Оба варианта использовала Каролина Михаэлиш де Вашконселуш (Carolina Michaëlis de Vasconcelos) в различной орфографии: João Ayres de Santiago (5 раз), João Aires (4 раза), João Ayras (1 раз), João Airas (4 раза).
В рубриках средневековых песенников, предваряющих некоторые кантиги трубадура, указывается: «горожанин из Сантьяго» (порт. burguês de Santiago). То же самое встречается в краткой справке Е. Г. Голубевой: «галисиец из Сантьяго», посему предлог «де» не должен восприниматься показателем знатности рода трубадура.
Согласно примечаниям К. М. де Вашконселуш, Жоан Айрас был одним из немногих галисийско-португальских авторов, упоминавших собственное имя в своих произведениях, например в кантиге насмешки и злословия Ai Justiça, mal fazedes, que non (B 1466, V 1076). В короткой кантиге насмешки и злословия Quando chamam Joan'Airas, reedor, bem cuid'eu logo (B 1462, V 1072), поэт язвительно отзывается о брадобрее Жоане Айресе, который присвоил, «стащил имя» (tolhem o nome) автора, и, согласно недавно опубликованным средневековым документам, обслуживал архиепископа Жоана Айраса де Сантьяго — оба являются тёзками трубадура. Фамилия Айрас или Айрес достаточно распространена в Галисии.

## Биография
Кроме имени и места рождения трубадура мало что известно о его жизненном пути. 
На основании анализа текстов некоторых кантиг Жоана Айраса могут быть сделаны предположения о его весьма вероятном пребывании при дворах королей Кастилии и Леона Альфонсо X Мудрого и его преемника Санчо IV.
Общий контекст кантиги о друге O voss'amigo que s'a cas d'el-rei (B 1041, V 631) и строка «который вам везёт подарки из Португалии» (que vos trage dõas de Portugal) дают основание полагать, что трубадур путешествовал по Португалии и, вероятнее всего, посещал двор португальского короля Диниша I. В кантиге насмешки и злословия Meu senhor rei de Castela (B 966, V 553) поэт обращается к королю Кастилии, по всей вероятности, Альфонсо X с просьбой оградить его от угроз расправы ревнивого мужа дамы, которую трубадур воспевал в своих песнях. Если же справедливость не возобладает, Жоан Айрас обратится за помощью к королю Португалии, под которым исследователи подразумевают Диниша I.

## Творчество
Жоан Айрас завоевал славу одного из наиболее значительных средневековых авторов, слагавших кантиги на галисийско-португальском языке, не только по количеству таковых, но также и по их качеству.
К. М. де Вашконселуш, автор фундаментального исследования о «Песеннике Ажуда», ставила Жоана Айраса в один ряд с лучшими иберийскими трубадурами Динишем I, Жуаном Гарсией де Гильяде, Перо да Понте и Мартином Соарешем. Е. Г. Голубева оценивала галисийского трубадура как самобытного поэта и тонкого стилиста. Исследователи расходятся в определении хронологических рамок активности поэта: либо середина XIII века, либо между последними десятилетиями XIII века и самым началом XIV века.
Из творческого наследия Жоана Айраса сохранилось меньше песен, чем от короля-трубадура Диниша I, но больше, чем от Жуана Гарсии де Гильяде. До наших дней дошло его 82 песени с большим преобладанием кантиг о друге:
- 20 кантиг о любви (порт. cantiga de amor)
- 47 кантиг о друге (порт. cantiga de amigo)
- 10 кантиг насмешки и злословия (порт. cantiga de escárnio e maldizer)
- 2 тенсоны
- 1 пастораль
- 2 песни неопределённого жанра[1].

Музыкальная нотация к песням не сохранилась. Сочинения трубадура не представлены в «Песеннике Ажуда», но сохранились в «Песеннике Национальной библиотеки» (или «Песеннике Колоччи-Бранкути») и «Ватиканском песеннике» (Cancioneiro de Vaticana).
На русский язык переведена одна песня «Так бесконечно много перемен…» (Todalas cousas eu vejo partir) Е. В. Витковским (Лузитанская лира. 1986; Поэзия трубадуров. 1995).

## Критическое издание кантиг
- Rodríguez Garcia, José Luís. El cancionero de Joan Airas de Santiago. Edición y estudio (исп.). — Santiago de Compostela: Universidade de Santiago de Compostela, 1980. — 407 p. — (Verba, Anexo 12). — ISBN 8471912082.